# Skansen w Puńsku
Skansen w Puńsku (Muzeum Litewskiego Centrum Kultury Ludowej) – prywatna placówka muzealna w formie skansenu ludowej kultury litewskiej, zlokalizowana w południowo-wschodniej części Puńska (województwo podlaskie), około pół kilometra od centrum w stronę Trakiszek.

## Historia
Skansen otwarto w 1986. Składa się z okazałej zagrody litewskiej (75% mieszkańców Puńska stanowią Litwini) z przełomu XIX i XX wieku, na którą składają się: domy mieszkalne, obory, stodoły, spichlerz i studnia z żurawiem. Zagroda ma drewniane ogrodzenie ze sztachet i żelazny kierat za stodołą. Przy chacie urządzono tradycyjny wiejski ogródek. Wszystkie budynki są drewniane. W stodole utworzono scenę teatralną, tzw. teatr stodolany, w przeszłości popularna forma rozrywki organizowana dla mieszkańców wsi i miast tego regionu. Organizowane są tutaj imprezy kulturalne, jak również festiwal teatrów stodolanych. W poszczególnych budynkach umieszczono charakterystyczne dla niego narzędzia i sprzęty użytku domowego, eksponaty związane z uprawą roli, narzędzia rolnicze, w tym widły, cepy, nosiłki, siekacze i sierpy. Niektóre z nich stanowią zabytki sztuki ludowej.
Budynki i wyposażenie zostały przeniesione ze wsi Wojtokiemie. Jest to charakterystyczna dla Sejneńszczyzny zagroda wielobudynkowa średniozamożnego rolnika.
Skansen organizuje wystawy czasowe związane z tradycją, życiem codziennym i czasem wolnym dawnej wsi litewskiej. Przy skansenie funkcjonuje karczma serwująca tradycyjne potrawy kuchni litewskiej. Możliwe jest zwiedzanie skansenu online.

## Galeria

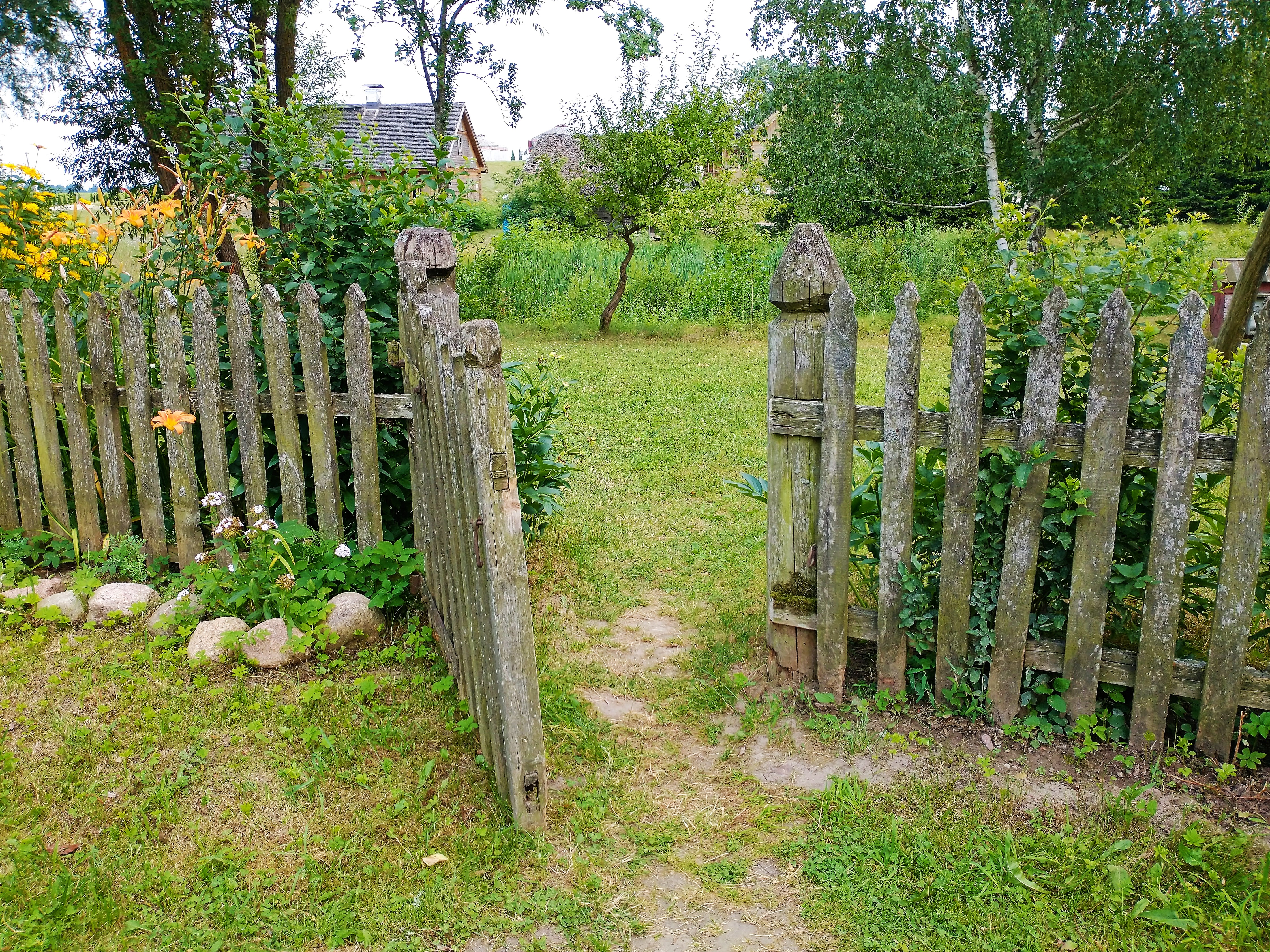
Fragment ogrodu
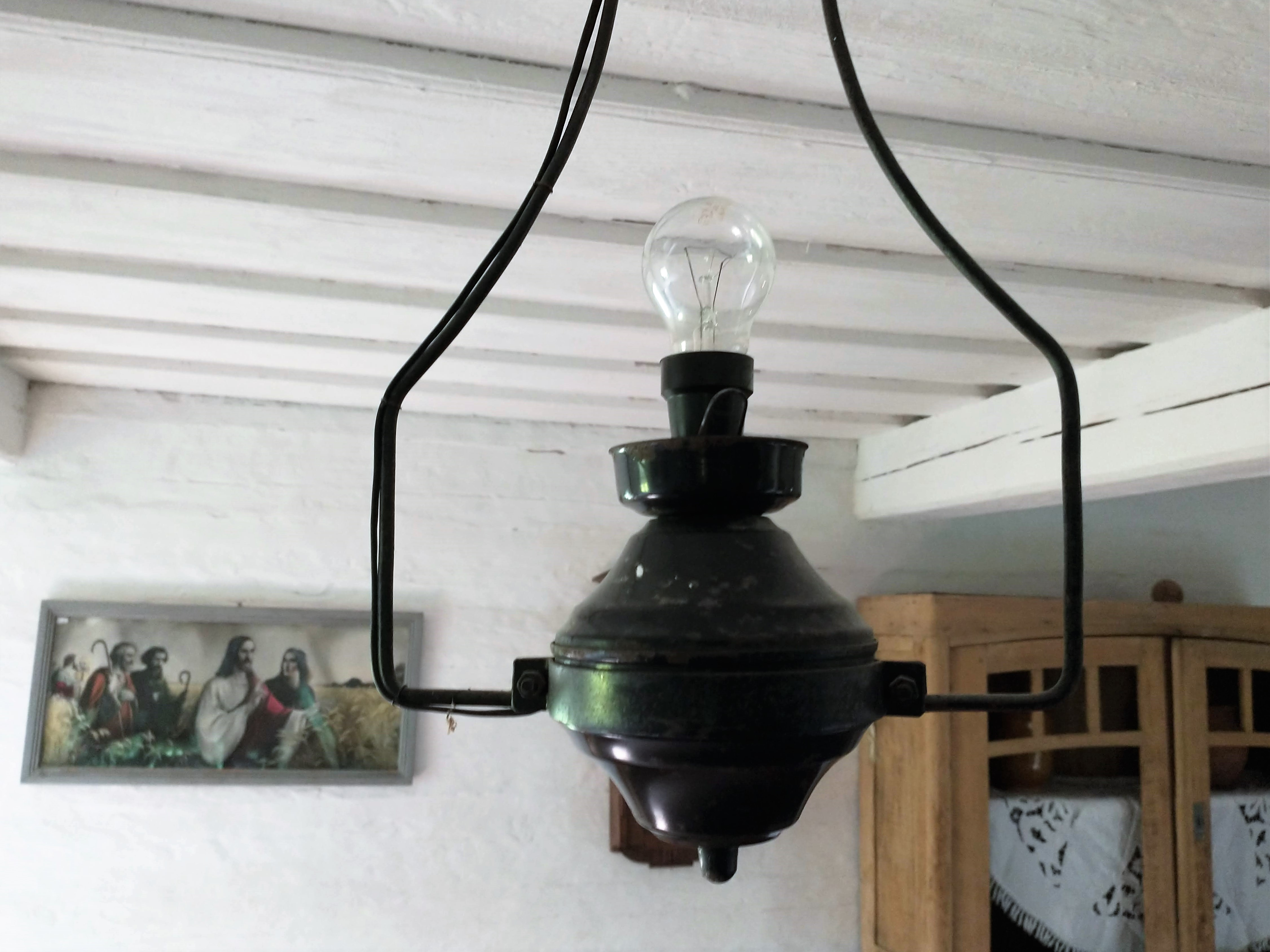
Fragment wnętrza chałupy
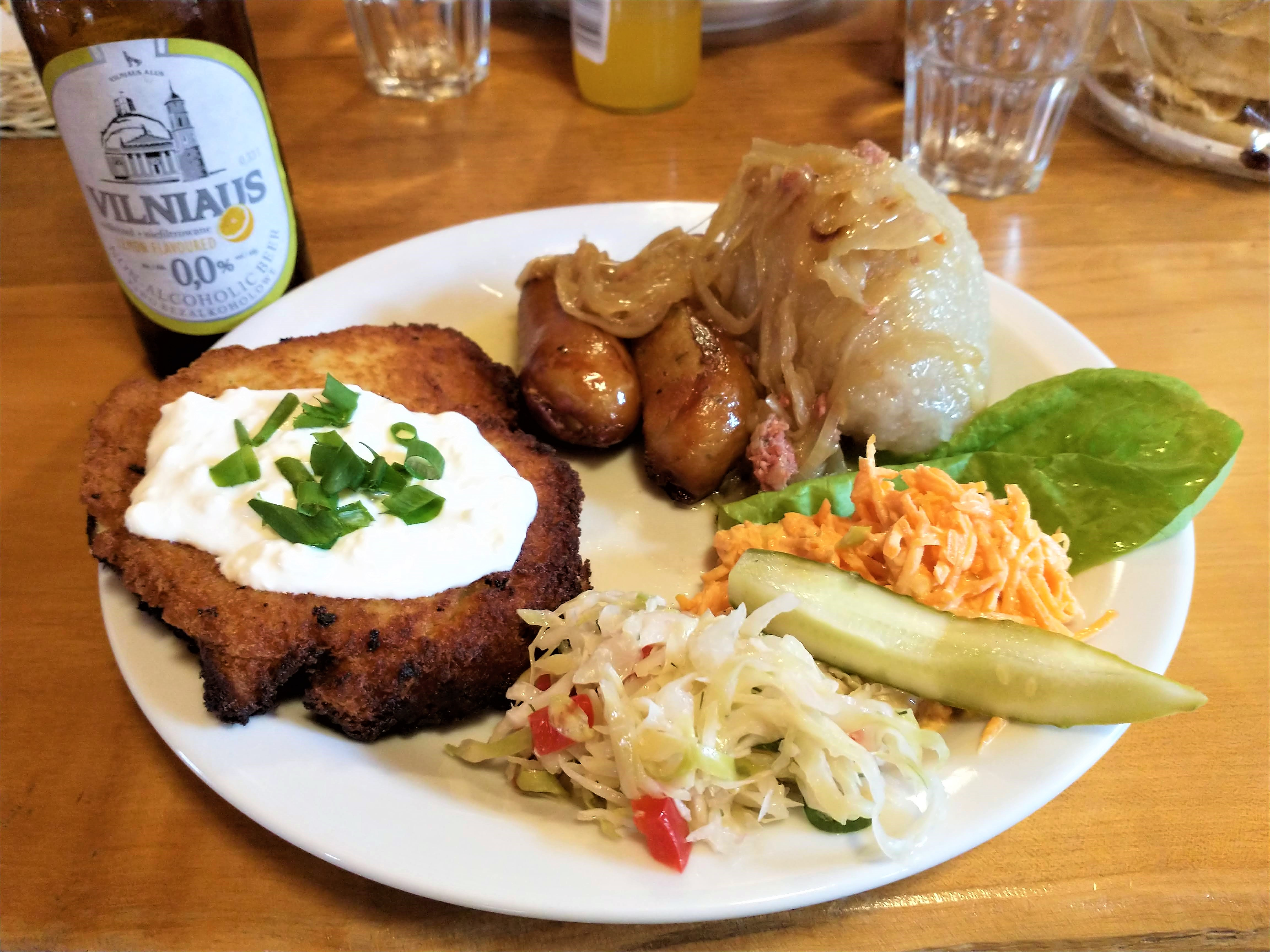
Litewskie danie w karczmie